# Hlinka Gretzky Cup
Hlinka Gretzky Cup, tidigare Phoenix Cup; Pacific Cup; La Copa México; Nationernas Cup; U-18 Junior World Cup och Ivan Hlinkas minnesturnering, är en årligen återkommande turnering i ishockey för spelare under 18 år representerade i landslag. Denna turnering är inte en officiell IIHF-turnering till skillnad från U18-VM i ishockey.
Turneringen har spelats sedan 1991 och spelas oftast i augusti då spelarna i allmänhet inte är upptagna av spel i sina ligor. Detta har givit turneringen hög status. 
Mellan 2007 och 2017 hette turneringen Ivan Hlinkas minnesturnering, uppkallad efter Ivan Hlinka, en av dåvarande Tjeckoslovakiens mest legendariska ishockeyspelare under 1970- och 1980-talet. Han var framgångsrik som professionell i NHL och han var också tjeckisk förbundskapten 1994 och 2004. Han omkom i en bilolycka den 16 augusti 2004. Mellan 2018 och 2022 kommer turneringen heta Hlinka Gretzky Cup, för att hylla båda Ivan Hlinka och den kanadensiska ishockeyspelaren Wayne Gretzky. Hlinka Gretzky Cup kommer också alternera spelplats mellan Edmonton, Alberta i Kanada och en stad i både Tjeckien och Slovakien.

## Resultat
| År                           | Guld                                                   | Silver                                                 | Brons                                                  | Spelplats                                     |
| ---------------------------- | ------------------------------------------------------ | ------------------------------------------------------ | ------------------------------------------------------ | --------------------------------------------- |
| Phoenix Cup                  |                                                        |                                                        |                                                        |                                               |
| 1991                         | Sovjetunionen                                          | Kanada                                                 | USA                                                    | Sapporo/Yokohama, Japan                       |
| Pacific Cup                  |                                                        |                                                        |                                                        |                                               |
| 1992                         | Kanada                                                 | Ryssland                                               | Japan                                                  | Tokyo, Japan                                  |
| 1993                         | Ryssland                                               | USA                                                    | Kanada                                                 | Yokohama, Japan                               |
| La Copa México               |                                                        |                                                        |                                                        |                                               |
| 1994                         | Kanada                                                 | USA                                                    | Ryssland                                               | Mexico City, Mexiko                           |
| Pacific Cup                  |                                                        |                                                        |                                                        |                                               |
| 1995                         | Ryssland                                               | Kanada                                                 | USA                                                    | Yokohama, Japan                               |
| 1996                         | Kanada                                                 | USA                                                    | Finland                                                | Nelson/Castlegar, British Columbia, Kanada    |
| Nationernas Cup              |                                                        |                                                        |                                                        |                                               |
| 1997                         | Kanada                                                 | Tjeckien                                               | Slovakien                                              | Jihlava/Žďár nad Sázavou/Znojmo, Tjeckien     |
| 1998                         | Kanada                                                 | Tjeckien                                               | Slovakien                                              | Bratislava, Slovakien                         |
| 1999                         | Kanada                                                 | USA                                                    | Tjeckien                                               | Havlíčkův Brod/Třebíč/Znojmo, Tjeckien        |
| 2000                         | Kanada                                                 | USA                                                    | Tjeckien                                               | Kežmarok, Slovakien                           |
| 2001                         | Kanada                                                 | Tjeckien                                               | Ryssland                                               | Kolín/Mladá Boleslav/Nymburk, Tjeckien        |
| 2002                         | Kanada                                                 | Tjeckien                                               | Ryssland                                               | Břeclav, Tjeckien Piešťany, Slovakien         |
| U-18 Junior World Cup        |                                                        |                                                        |                                                        |                                               |
| 2003                         | USA                                                    | Ryssland                                               | Tjeckien                                               | Břeclav, Tjeckien Piešťany, Slovakien         |
| 2004                         | Kanada                                                 | Tjeckien                                               | Sverige                                                | Břeclav/Hodonín, Tjeckien Piešťany, Slovakien |
| 2005                         | Kanada                                                 | Tjeckien                                               | Finland                                                | Břeclav, Tjeckien Piešťany, Slovakien         |
| 2006                         | Kanada                                                 | USA                                                    | Ryssland                                               | Břeclav, Tjeckien Piešťany, Slovakien         |
| Ivan Hlinkas minnesturnering |                                                        |                                                        |                                                        |                                               |
| 2007                         | Sverige                                                | Finland                                                | Ryssland                                               | Hodonín, Tjeckien Piešťany, Slovakien         |
| 2008                         | Kanada                                                 | Ryssland                                               | Sverige                                                | Břeclav, Tjeckien Piešťany, Slovakien         |
| 2009                         | Kanada                                                 | Ryssland                                               | Sverige                                                | Břeclav, Tjeckien Piešťany, Slovakien         |
| 2010                         | Kanada                                                 | USA                                                    | Sverige                                                | Břeclav, Tjeckien Piešťany, Slovakien         |
| 2011                         | Kanada                                                 | Sverige                                                | Ryssland                                               | Břeclav, Tjeckien Piešťany, Slovakien         |
| 2012                         | Kanada                                                 | Finland                                                | Sverige                                                | Břeclav, Tjeckien Piešťany, Slovakien         |
| 2013                         | Kanada                                                 | USA                                                    | Tjeckien                                               | Břeclav, Tjeckien Piešťany, Slovakien         |
| 2014                         | Kanada                                                 | Tjeckien                                               | USA                                                    | Břeclav, Tjeckien Piešťany, Slovakien         |
| 2015                         | Kanada                                                 | Sverige                                                | Ryssland                                               | Břeclav, Tjeckien Bratislava, Slovakien       |
| 2016                         | Tjeckien                                               | USA                                                    | Ryssland                                               | Břeclav, Tjeckien Bratislava, Slovakien       |
| 2017                         | Kanada                                                 | Tjeckien                                               | Sverige                                                | Břeclav, Tjeckien Bratislava, Slovakien       |
| Hlinka Gretzky Cup           |                                                        |                                                        |                                                        |                                               |
| 2018                         | Kanada                                                 | Sverige                                                | Ryssland                                               | Edmonton/Red Deer, Alberta, Kanada            |
| 2019                         | Ryssland                                               | Kanada                                                 | Sverige                                                | Břeclav, Tjeckien Piešťany, Slovakien         |
| 2020                         | Turneringen ställdes in på grund av covid-19-pandemin. | Turneringen ställdes in på grund av covid-19-pandemin. | Turneringen ställdes in på grund av covid-19-pandemin. | Edmonton/Red Deer, Alberta, Kanada            |
| 2021                         | Ryssland                                               | Slovakien                                              | Sverige                                                | Břeclav, Tjeckien Piešťany, Slovakien         |
| 2022                         | Kanada                                                 | Sverige                                                | Finland                                                | Red Deer, Alberta, Kanada                     |
| 2023                         | Kanada                                                 | Tjeckien                                               | USA                                                    | Břeclav, Tjeckien Trenčín, Slovakien          |

### Medaljligan
Sorterad på guldmedaljer
|   | Lag                | Guld | Silver | Brons | Medaljer |
| - | ------------------ | ---- | ------ | ----- | -------- |
| 1 | Kanada U-18        | 24   | 3      | 1     | 28       |
| 2 | Ryssland U-18      | 4    | 4      | 9     | 17       |
| 3 | USA U-18           | 1    | 9      | 4     | 14       |
| 4 | Tjeckien U-18      | 1    | 9      | 4     | 14       |
| 5 | Sverige U-18       | 1    | 4      | 8     | 13       |
| 6 | Finland U-18       | 0    | 2      | 3     | 5        |
| 7 | Slovakien U-18     | 0    | 1      | 2     | 3        |
| 8 | Sovjetunionen U-18 | 1    | 0      | 0     | 1        |
| 9 | Japan U-18         | 0    | 0      | 1     | 1        |